# 1919年红色夏季

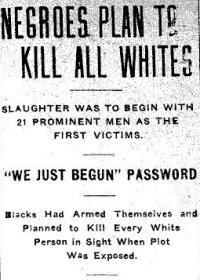
黑鬼计划杀死所有白人
21人作为第一批受害者，屠杀就要开始
“我們剛剛開始”是密碼
黑人已經把自己武裝起來，當陰謀暴露後，他們會殺死所有看到的白人
来自阿肯萨斯州伊莲市的一份“公告”，1919年10月3日

1919年红色夏季（英語：Red Summer）指美国1919年夏季直至初秋發生的一系列血腥种族骚乱。
骚乱以白人袭击非裔美国人为主，在多达34个城市发生。某些城市的黑人则相应地做出了反击，引发团体冲突，导致了大量死亡，例如芝加哥、华盛顿特区以及阿肯萨斯州的伊莲市（Elaine）。